# Helina calens
Helina calens este o specie de muște din genul Helina, familia Muscidae. A fost descrisă pentru prima dată de Christian Rudolph Wilhelm Wiedemann în anul 1830. Conform Catalogue of Life specia Helina calens nu are subspecii cunoscute.